# Горькое (озеро, Майбалыкский сельский округ)
Горькое (каз. Горькое) — озеро в Майбалыкском сельском округе Жамбылского района Северо-Казахстанской области Казахстана. Находится в 2 км к востоку от села Святодуховка.
По данным топографической съёмки 1940-х годов, площадь поверхности озера составляет 1,35 км². Наибольшая длина озера — 1,5 км, наибольшая ширина — 1,1 км. Длина береговой линии составляет 4,6 км, развитие береговой линии — 1,15. Озеро расположено на высоте 148,6 м над уровнем моря.